# Cubanite
La cubanite è un minerale (solfuro di ferro e rame).

## Morfologia
Striato: delle linee parallele attraversano la superficie dei cristalli.

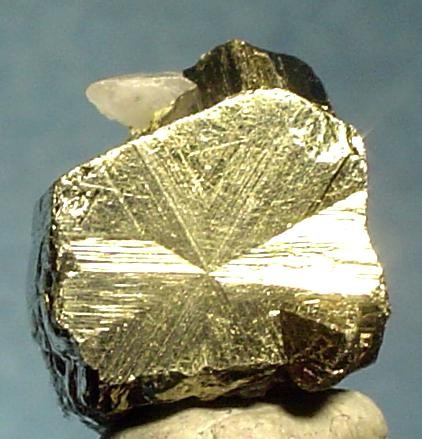
Cristallo di cubanite

In masserelle compatte di colore bronzeo o, più di rado, in cristalli a forma di prisma, comunemente striati, del medesimo colore.

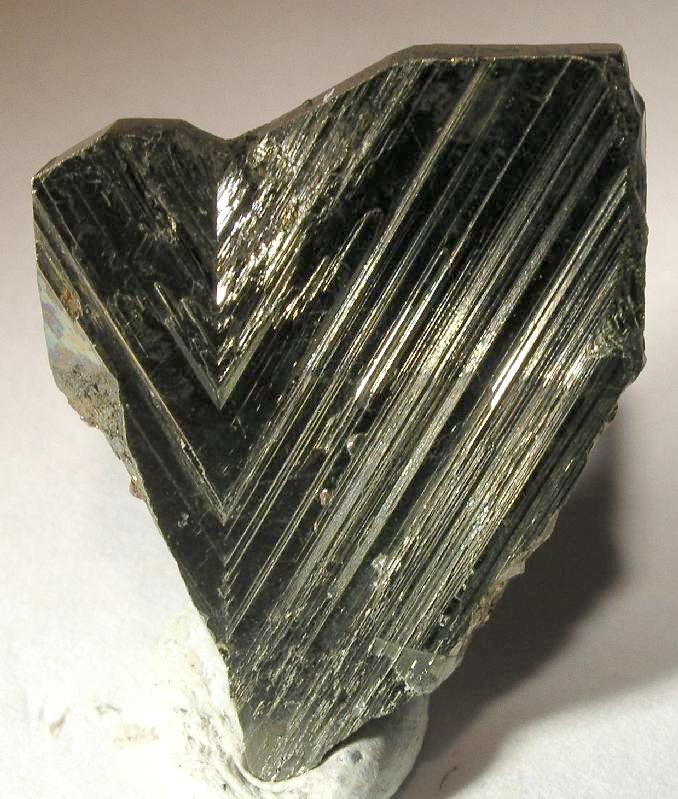
Cristallo con geminazione a forma di V di cubanite

## Origine e giacitura
Il minerale si forma ad alta temperatura nelle vene idrotermali. Il minerale, inoltre, si trova in alcuni giacimenti metalliferi associato, tra l'altro, a pirrotina, pentlandite e calcopirite.

## Caratteristiche fisico-chimiche
Peso molecolare = 271,44 gm.
Composizione:
- Ferro: 41.15 %
- Rame: 23.41 %
- Zolfo: 35.44 %

Il minerale è fortemente magnetico nella fattispecie è ferromagnetico, inoltre è solubile in acido nitrico. Nel metallo è presente anche un debole paramagnetismo, per cui il minerale viene attratto da una calamita, caratteristica che la distingue da altri minerali di rame e da altri solfuri, ma non dalla pirrotina, dato che anch'essa è paramagnetica.

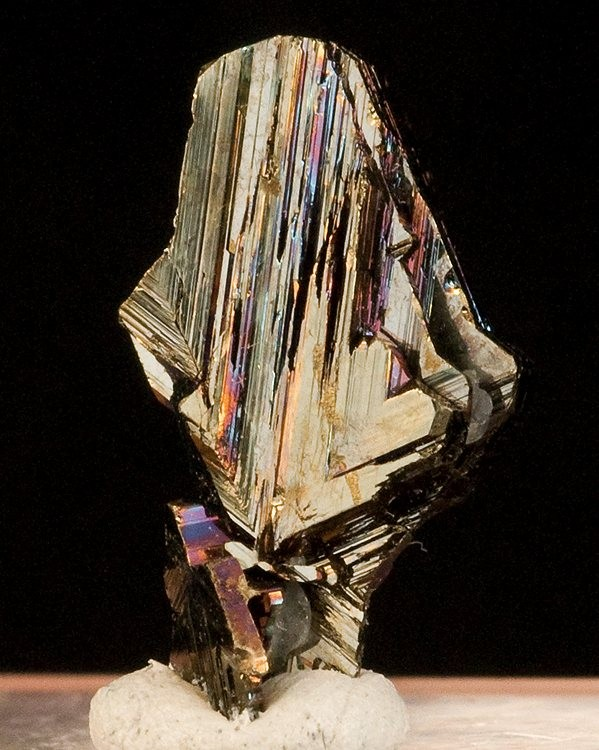
Cristallo di cubanite

## Luoghi di ritrovamento
I campioni del minerale ben cristallizzati provengono dalla miniera di Morro Velho presso Ouro Preto nello stato di Minas Gerais (Brasile) dove i cristalli di cubanite si trovano entro dolomite ferrifera con cristalli esagonali di pirrotina e talvolta anche oro nativo.
Altre località di ritrovamento sono a Sudbury nell'Ontario (Canada) e Barracanao (Cuba, isola da cui il minerale prende il nome). In queste due località sono stati trovati dei cristalli geminati.
In Italia, invece, il minerale si trova a Traversella presso Ivrea (provincia di Torino).